# Гендеризм
Гендеризм — переконання в існуванні тільки двох статей — чоловічої та жіночої, і в тому, що гендер нерозривно пов'язаний з біологічною статтю індивіда. Ці характеристики включають очікування щодо одягу, поведінки, сексуальної орієнтації, імен та займенників. Ці очікування можуть посилити негативне ставлення, упередження та дискримінацію щодо людей із ненормативними гендерними виразами або ідентичністю статі, за винятком призначених.
Гендеризм особливо стосується трансгендерних людей, оскільки це ідеологія, на якій базується трансфобія та дискримінація небінарних людей. Подібно до того, як трансфобія паралельна гомофобії, гендеризм паралельний гетеросексизму.
Ще одна пов'язана концепція — гетеронормативність, ідея про те, що чоловічі та жіночі статі та гетеросексуальність є соціальною нормою.